# 屠蘇
屠蘇亦作“屠酥”。药酒名。于农历正月初一饮屠苏酒。屠苏是一种草名，也有人说，屠苏是中国古代的一种房屋因为在这种房子里酿的酒，所以称为「屠苏酒」。
宋朝年夜飯配屠蘇酒；由長輩向晚輩敬酒，敬酒順序自幼至長。當時的屠蘇酒為臘月初八將數種藥材包於紅色小袋中，吊入水井浸泡一夜，隔天早上打出一碗水倒進酒罈，至除夕飲用，酒精濃度較一般發酵酒更低。

## 名詞解释
草名：北周王褒 《日出东南隅行》：“飞甍雕翡翠，绣桷画屠苏。” 明 杨慎 《艺林伐山·屠苏为草名》：“屠苏本草名，画於屋上，因草名以名屋。”
即罘罳：《三国志·魏志·曹爽传》“於是收爽、羲、训、晏、颺、谧、轨、胜、范、当等”裴松之注引三国魏鱼豢《魏略》：“胜前后所宰守，未尝不称职，为尹岁馀，厅事前屠苏坏，令人更治之。”
平屋；茅庵：《宋书·索虏传》：“ 焘所住屠苏为疾雷击，屠苏倒，见压殆死，左右皆号泣。” 唐 杜甫 《冷淘》诗：“愿随金騕褭，走置锦屠苏。” 仇兆鳌 注杜臆》：“锦屠苏，天子之屋。”
帽名：有檐，形状似屋。《晋书·五行志中》：“时童谣曰：‘屠苏鄣日覆两耳，当见瞎儿作天子。’”唐段成式《酉阳杂俎·黥》：“忽有一人，白襴屠苏，倾首微笑而去。”
亦作“ 屠酥 ”：药酒名。古代风俗，于农历正月初一饮屠苏酒。南朝梁宗懔《荆楚岁时记》：“‘正月一日’长幼悉正衣冠，以次拜贺，进椒柏酒，饮桃汤，进屠苏酒……次第从小起。” 唐 卢照邻 《长安古意》诗：“ 汉 代金吾千骑来，翡翠屠苏鹦鹉杯。”宋朝苏辙 《除日》诗：“年年最后饮屠酥，不觉年来七十馀。”清马之鹏《除夕得庐字》诗：“添年便惜年华减，饮罢屠苏转叹歔。”宋王安石《元日》诗：“爆竹聲中一歲除，春風送暖入屠蘇。千門萬戶曈曈日，總把新桃換舊符。”屠蘇，指古代春節時喝的用屠蘇草或幾種草藥泡的酒。古代風俗，每年正月初一，全家老小喝屠蘇酒，然後用紅布把渣滓包起來，掛在門框上，用來“驅邪”和躲避瘟疫。

## 屠苏酒
据中国明代屠隆的《遵生八笺》记载：“屠苏方：大黄十六铢　白术十五铢　桔梗十五铢　蜀椒十五铢去目　桂心十八铢去皮　乌头六铢去皮脐　菝葜十二铢，一方加防风一两 上七味（口父）咀，红绢囊盛之，除日沉井中，至泥底。正月朔旦，取药囊置酒中，煎数沸，取起，东向饮之，从小至大，一家无疫。以药渣投井中，每岁饮之，可长年无病。”
《本草纲目》亦载有制屠苏酒的方子：“用赤木桂心七钱五分，防风一两，菝葜五钱，蜀椒、桔梗、大黄五钱七分，乌头二钱五分，赤小豆十四枚，以角绛囊盛之，除夜悬井底，元旦取出置酒中，煎数沸，举家东向，从少至长，次第饮之。药滓还投井中，岁饮此水，一世无病。”
四時纂要#十二月載方：「大黃、蜀椒、桔梗、桂心、防風各半兩，白朮、虎杖各一兩，烏頭半分。右八味，剉，以絳囊貯，歲除日薄晚，掛井中，令至泥。正旦出之，和囊浸於酒中，從少起至大，逐人各飲少許，則一家無病。」